# ويليام ر. كينغ
ويليام ر. كينغ (بالإنجليزية: William R. King)‏ هو محامي وقاضي وسياسي أمريكي، ولد في 3 أكتوبر 1864 بوالا والا في الولايات المتحدة، وتوفي في 2 يونيو 1934 بواشنطن العاصمة في الولايات المتحدة. حزبياً، نشط في الحزب الديمقراطي. وقد انتخب عضو مجلس ولاية أوريغون وانتخب عضو مجلس نواب أوريغون.